# Neil Doyle
Neil Doyle (Dundrum, Dublín, Irlanda, 29 de abril de 1978) es un árbitro de fútbol de Irlanda que pertenece a la UEFA.
Doyle fue nombrado árbitro FIFA en 2011. Arbitró los primeros partidos internacionales en la UEFA Europa League y también dirigió partidos de la fase de Clasificación de UEFA para la Copa Mundial de Fútbol de 2014.
En 2012, arbitró la final de Copa de Irlanda, entre el Derry City Football Club y el St Patrick's Athletic Football Club (3 – 2).